# 伊洛瓦底大桥
伊洛瓦底大桥（雅达纳崩），亦称“雅达纳崩大桥”、“亚达纳邦大桥”或“新阿瓦大桥”，是缅甸曼德勒市的一座桥梁。该桥横跨伊洛瓦底江，位于曼德勒与阿马拉布拉西南侧、旧阿瓦大桥北侧，因此也被称为“新阿瓦大桥”，于2008年竣工。

## 地理位置
雅达纳蓬大桥横跨曼德勒市郊的伊洛瓦底江，连接实皆市。其位置位于阿瓦大桥上游2000英尺（610米）处，靠近伊洛瓦底江与密埃河交汇处及皎施稻田区。该桥是通往仰光、曼德勒及内陆其他地区的重要门户。桥两岸矗立着两座12世纪的佛塔。

## 历史背景
旧阿瓦大桥横跨伊洛瓦底江，全长3948英尺（1203米）。该桥由英国人于1934年建造，直至20世纪90年代仍是该河上唯一的桥梁。因年久失修，自1992年起仅允许载重15吨以下的卡车通行。重型车辆需依靠Z型渡轮过江，导致货物运输效率低下。
为缓解交通拥堵并改善缅甸经济，政府计划建造新桥。2002年初启动国际招标，涵盖桥梁的规划、设计与施工。经过8个月的竞标，中工国际工程股份有限公司于2002年10月中标，并于11月19日在仰光签订价值1090万美元的合同。至2004年，缅甸境内共有35座桥梁在建，包括伊洛瓦底大桥。新桥于2008年4月11日正式通车。

## 结构特点

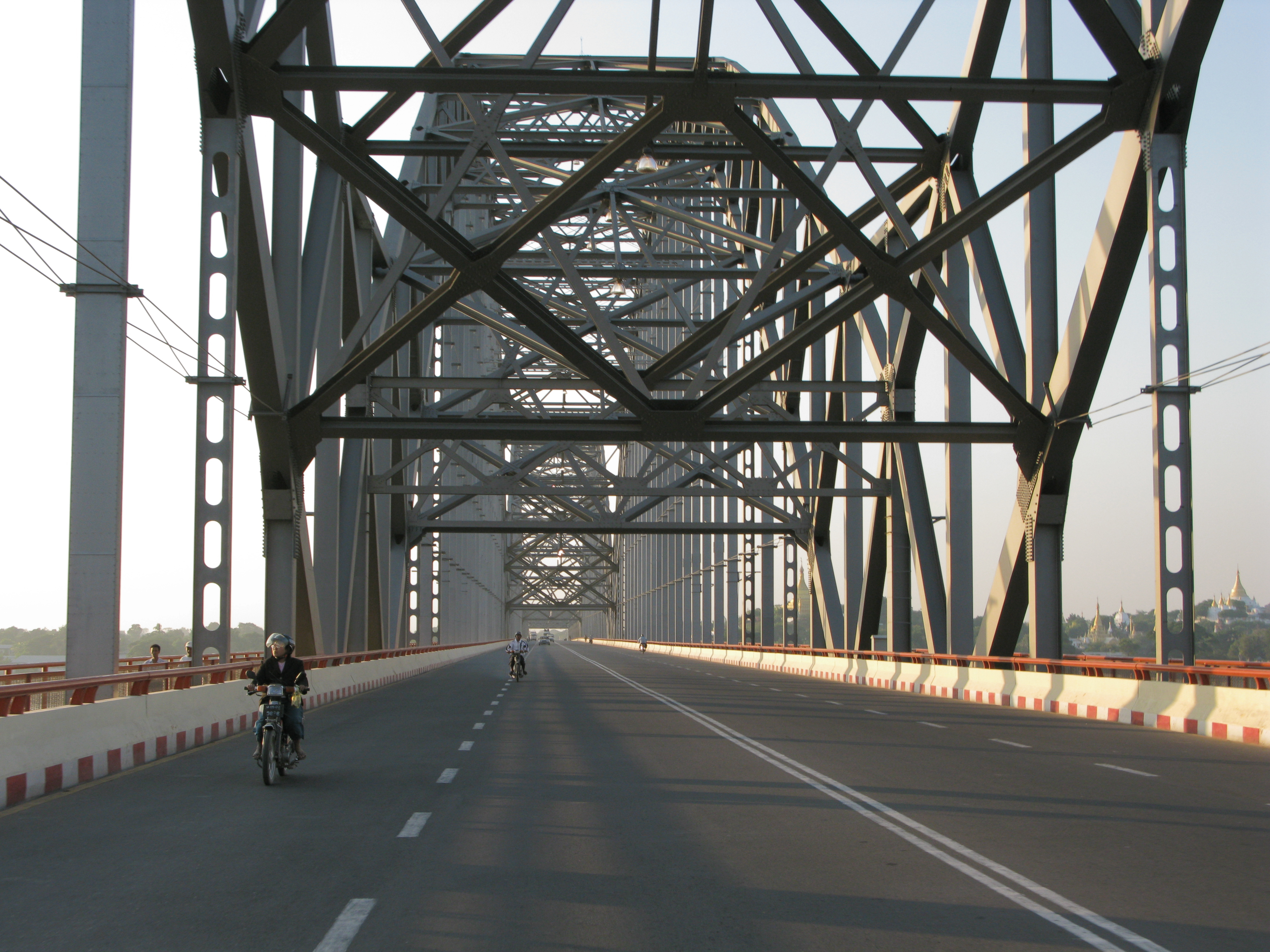
雅达纳崩大桥

伊洛瓦底大桥由缅甸建设部公共工程局承建，总长5614英尺（1711米），桥面为四车道公路（宽49英尺/15米），两侧各设6英尺（1.8米）宽人行道，设计载重60吨。桥梁采用柔性梁结构，中央三跨为刚性拱，每跨长224米，主桥长3694英尺（1126米），曼德勒侧引桥长1140英尺（347米），实皆侧引桥长780英尺（238米）。
跨越铁路的“帝利曼加拉立交桥”采用钢筋混凝土结构，长485英尺（148米），设双车道公路（载重60吨），净空宽52英尺（16米）、高17英尺（5.2米），以保障火车通行。